# Walther Bothe
Walther Wilhelm Georg Bothe (Oranienburg, Brandenburg, 8 de gener de 1891 - Heidelberg, 8 de febrer de 1957) fou un físic, matemàtic, químic i professor universitari alemany. Va rebre el Premi Nobel de Física l'any 1954, juntament amb Max Born, per la invenció del mètode de les coincidències en l'ocupació del comptador Geiger.

## Biografia
Va néixer el 8 de gener de 1891 a la ciutat alemanya d'Oranienburg, prop de Berlín. Va estudiar física, química i matemàtiques a la Universitat de Berlín, on va tenir com a professor Max Planck, i s'hi doctorà l'any 1914. Després de la Primera Guerra Mundial, en què fou fet presoner per l'Imperi rus i deportat a Sibèria, col·laborà amb Hans Geiger en el Physikalisch-Technische Reichsanstalt de Berlín. El 1930, fou nomenat professor de la Universitat de Giessen i el 1934 va esdevindre director de l'Institut de Física de la ciutat de Heidelberg.
Va morir el 8 de febrer de 1957 a la ciutat de Heidelberg.

## Recerca científica
Al costat de Hans Geiger, descobrí que si una sola partícula és detectada per dos o més comptadors Geiger, la detecció serà pràcticament coincident en el temps. Usant aquesta observació, va construir el circuit de coincidència que permet que diversos comptadors en coincidència determinin l'ímpetu angular d'una partícula. Bothe va estudiar l'efecte Compton usant aquest sistema, establint així l'anàlisi moderna dels processos de dispersió i establint una porta lògica.
El 1930 va demostrar, juntament amb H. Becker, que mitjançant el bombardeig del beril·li amb partícules alfa s'aconseguia una radiació penetrant, formada pel que posteriorment James Chadwick anomenaria neutrons. El 1943 finalitzà el primer ciclotró alemany.
El 1954, li fou concedit el Premi Nobel de Física, que compartí amb Max Born, per la invenció del mètode de les coincidències en l'ús del comptador Geiger, i per l'estudi de les radiacions.

## Reconeixements
En honor seu, s'anomenà l'asteroide (19178) Walterbothe descobert el 9 de setembre de 1991 per Freimut Börngen i Lutz D. Schmadel.